# Cupid's Brand
Cupid's Brand er en amerikansk stumfilm fra 1921 af Rowland V. Lee.

## Medvirkende
- Jack Hoxie som Reese Wharton
- Wilbur McGaugh som Crowder
- Charles Force som Devlin
- Mignon Anderson som Neva Hedden
- William Dyer som Slade Crosby
- A.T. Van Sicklen som Steve Heden